# Michael Mendl
Michael Mendl, all'anagrafe  Michael Sandrock (Lünen, 20 aprile 1944) è un attore tedesco.

## Biografia
Michael Mendl è un attore tedesco; a partire dal 1975 è apparso in oltre cento film.

## Filmografia parziale
- L'ispettore Derrick (Derrick), episodio Concerto per pianoforte (1978)
- L'ispettore Derrick - serie TV, ep. 20x12, regia di Helmuth Ashley (1993)
- Dann eben mit Gewalt, regia di Rainer Kaufmann (1993)
- Brother of Sleep, regia di Joseph Vilsmaier (1995)
- As Far as My Feet Will Carry Me, regia di Hardy Martins (2001)
- Papa Giovanni - Ioannes XXIII, regia di Giorgio Capitani (2002)
- Madre Teresa, regia di Fabrizio Costa (2003)
- La caduta - Gli ultimi giorni di Hitler (Der Untergang), regia di Oliver Hirschbiegel (2004)
- Barfuss, regia di Til Schweiger (2005)
- I predatori della città perduta (Lost City Raiders), regia di Jean de Segonzac (2008)
- Un'estate a Norrsunda (Sommer in Norrsunda), regia di Thomas Herrmann – film TV (2008)
- Maga Martina 2 - Viaggio in India (Hexe Lilli - Die Reise nach Mandolan), regia di Harald Sicheritz (2011)
- La cura dal benessere (A Cure for Wellness), regia di Gore Verbinski (2016)
- Dark - serie TV, 4 episodi (2017-2020)

## Doppiatori italiani
Nelle versioni in italiano delle opere in cui ha recitato, Michael Mendl è stato doppiato da;
- Stefano De Sando in Madre Teresa, La caduta - Gli ultimi giorni di Hitler
- Sergio Di Stefano in Papa Giovanni - Ioannes XXIII
- Dario Penne in I predatori della città perduta
- Gianni Giuliano in Maga Martina 2 - Viaggio in India
- Franco Zucca in Dark

## Riconoscimenti
Nel 1997 ha ricevuto il premio Bavarian Film Awards come miglior attore.